# Kostra hrudní končetiny
Kostra hrudní končetiny u savců záleží na jejich způsobu života. V průběhu evoluce došlo k rozličným přizpůsobením v tvaru a funkci hrudní končetiny u různých skupin savců, často dochází k redukci prstů, příkladem přizpůsobení jsou i ploutve kytovců nebo křídla letounů.
Základní dělení kostí se ale nemění, kostra hrudní končetiny je tvořena pletencem (cingulum membri thoracici) a kostmi volné končetiny.

## Pletenec hrudní končetiny
Jeho funkcí je připojení hrudní končetiny k trupu.
U ptakořitných je tvořen třemi kostmi:
- Krkavčí, zobcovitá kost (os coracoideum)
- Klíční kost (clavicula)
- Lopatka (scapula)

U vyšších savců je krkavčí kost zachována jenom jako výrůstek lopatky, processus coracoideus.
U hmyzožravců a primátů je pletenec tvořen dvěma kostmi:
- Klíční kost (clavicula)
- Lopatka (scapula)

U ostatních savců je klíční kost zakrnělá, zachovává se jako chrupavčitá tyčinka (např. pes, králík), nebo jako vazivový pruh zvaný intersectio clavicularis.
Hrudní končetina je tedy k trupu připojena jen svaly upínajícími se na lopatku.

## Kostra volné končetiny

### Kosti paže (skeleton brachii)
- Pažní kost (humerus)

### Kosti předloktí (skeleton antebrachii)
- Vřetenní kost (radius)
- Loketní kost (ulna)

U některých savců dochází k redukci loketní kosti a jejímu srůstání s kostí vřetenní, čímž se omezuje možnost jejich vzájemného pohybu a znemožnění otáčení předloktí (pronace a supinace). K největší redukci loketní kosti došlo u koně a přežvýkavců.

### Kosti ruky (skeleton manus)
- Kosti zápěstí
- Kosti záprstní
- Kosti prstů

Stavba ruky se liší u jednotlivých skupin savců. Dochází ke srůstu zápěstních kostí a tím ke zmenšení jejich počtu (původně 8 kostí, šelmy mají 7 kostí, přežvýkavci 6), u mnoha skupin savců dochází k redukci počtu prstů (prase má 4 prsty, přežvýkavci mají plně vyvinuté 2 a kůň pouze jeden, třetí prst.
U letounů naopak došlo k extrémnímu prodloužení kostí záprstí a prstů, které tvoří oporu pro létací blánu.